# Кіберкомандування США
Кіберкома́ндування Сполу́чених Шта́тів Аме́рики (англ. United States Cyber Command (USCYBERCOM)) — частина Збройних сил США, підпорядковане об'єднаному Стратегічному командуванню США (база ПС США Оффут, Небраска).

## Огляд історії і керівництва КК
Кіберкомандування було засновано 23 червня 2009 року у відповідності з наказом Міністра оборони США Роберта Гейтса.
Командування офіційно введено в дію 21 травня 2010 на території військової бази Форт Джордж Мід, (штат Меріленд).
Заплановане досягнення повної оперативної готовності в жовтні 2010 року.
Першим керівником кіберкомандування призначено генерала Кейта Александера (Keith B. Alexander), який займав до цього пост голови Агентства Національної безпеки США.

## Місія
Згідно з повідомленнями в інтернеті текст з 32 шістнадцяткових цифр «9ec4c12949a4f31474f299058ce2b22a», який знаходиться у внутрішньому золотому колі емблеми командування і нібито є описом його місії, є кодом, отриманим за алгоритмом хешування MD5 з речення місії Кіберкомандування англійською мовою.

USCYBERCOM планує, координує, об'єднує, синхронізує і проводить дії для: керування функціонуванням і захистом спеціалізованих інформаційних мереж Міністерства оборони США; готується до, і за наказом, проводить повний спектр військових дій у кіберпросторі згідно з наказом, щоб вирішити проблеми у всіх галузях, гарантуючи Американську/Союзницьку свободу дій в кіберпросторі і унеможливлює це ж саме нашим супротивникам.
Оригінальний текст (англ.)
USCYBERCOM plans, coordinates, integrates, synchronizes and conducts activities to: direct the operations and defense of specified Department of Defense information networks and; prepare to, and when directed, conduct full spectrum military cyberspace operations in order to enable actions in all domains, ensure US/Allied freedom of action in cyberspace and deny the same to our adversaries.